# Kadriye Nurmambet
Kadriye Nurmambet (Roemeens: Cadrie Nurmambet) (Bazargic, 21 augustus 1933 – Boekarest, 31 januari 2023) was een Roemeens folkloriste en volkszangeres van Krim-Tataarse afkomst. In de volksmond wordt Nurmambet ook wel "De Nachtegaal van Dobroedzja" genoemd (Krim-Tataars: dobrucanıñ bülbuli, Roemeens: Privighetoarea Dobrogei). Gedurende haar carrière heeft ze zich ingespannen om de traditionele muziek van de Turken en Tataren van Roemenië te behouden door het onderwijzen van hun folklore.

## Biografie
Nurmambet werd op 21 augustus 1933 geboren in het stadje Bazargic in de Zuidelijke Dobroedzja, destijds onderdeel van het Koninkrijk Roemenië (thans: Dobritsj, Noordoost-Bulgarije). Haar vader, Ahmet Nurmambet (1893-1953), werd geboren in Cugir en was een officier in het Roemeense leger, terwijl haar moeder Pakize uit Kavarna kwam. Naast Kadriye bestond het gezin uit zoon Cengiz. Nadat Roemenië in 1940 grote gebieden in Zuid-Dobroedzja aan Bulgarije verloor, vertrok de familie Nurmambet naar Medgidia. Hier voltooide Nurmambet haar middelbare schoolcarrière, waarna ze rechtsgeleerdheid aan de Universiteit van Boekarest studeerde. In 1957 voltooide ze deze opleiding en kort daarna werd ze de eerste raadsvrouw in Roemenië van Krim-Tataarse afkomst. Ze was een aantal jaar lid van de balie van Constanța.

### Muzikale carrière
Nurmambet was als kind al geïnteresseerd in folklore en volksmuziek. Ze sloot zich aan bij verschillende Krim-Tataarse en Roemeense volksgroepen. Kadriye leerde haar eerste volksliederen van haar moeder, maar later ontwikkelde ze een sterke interesse in het verzamelen van traditionele liederen. Haar eerste optreden was in 1950 in het Roemeense Atheneum, samen met de bekende volkszangers Emil Gavriş, Ştefan Lăzărescu, Lucreția Ciobanu, Maria Lătărețu en panfluitvirtuoos Fănică Luca. Ze traden op met het 'Barbu Lautarul'-orkest onder leiding van Ionel Budişteanu en Nicu Stănescu. In 1954 prees professor Tiberiu Alexandru van de Nationale Universiteit van Muziek in Boekarest haar optreden en debuteerde haar stem op de radio. Haar eerste schijf werd uitgebracht in 1960 op Electrecord, gevolgd door andere opnames in 1963, 1974, 1980, 1982 en 1989.
In de jaren vijftig en zestig reisde Nurmambet verschillende dorpen van Dobroedzja af, op zoek naar mensen die de Krim-Tataarse (incl. Nogai) en/of Turkse volksmuziek beoefenden. In 1957 werd ze uitgenodigd om meer dan 90 traditionele Tataarse en Turkse liederen op te nemen voor het Golden Sound Archive van het Etnografisch en Folklore-instituut van Boekarest.
Haar laatste studioalbum, Melodii populare tătăreşti şi turceşti geheten en bestaande uit 24 Tataarse en Turkse volksliederen, is opgenomen door Electrecord en in oktober 2009 uitgebracht. Hierbij ontving ze steun van de Democratische Unie van Turko-Islamitische Tataren in Roemenië, een politieke partij in Roemenië.

### Privé
Nurmmabet was getrouwd. Ze kreeg een dochter, Melek, die werkzaam is bij het Nationaal Theater van Constanța.

## Discografie (Selectie)
- 1974: Muzică Populară Turcească. (Turkse volksmuziek)
- 1980: Bahcelerde Kestane (Castanii Din Grădină). („Kastanjes in de tuin“)
- 1984: Muzică Populară Turcească.
- 2009: Melodii populare tătăreşti şi turceşti. (Tataarse en Turkse volksliederen)